# 共产趣味
共产趣味（日语：／）是日本等地的一个文化现象，指对左翼阵营和左翼思想，特别是新左翼、“过激派”和前社会主义国家领导人的行为和言论，观察、模仿和再创作的爱好。喜欢该文化的人被称作“共产趣味者”，简称“趣味者”。

## 著名共產趣味者
- 上坂堇[1]，日本聲優。

## 相关文艺作品
- 《反恋主义同盟！》，日本轻小说。